# Roger Bellon
Pour les articles homonymes, voir Roger Bellon (1905-1974) et Bellon.
Roger Bellon est un compositeur français né à Neuilly-sur-Seine le 22 mai 1953.
On lui doit notamment les musiques d'une quarantaine de séries télévisées, dont celle de la série Highlander.

## Filmographie sélective
- 1988 : Waxwork de Anthony Hickox
- 2004 : La Saveur du grand amour (Just Desserts) de Kevin Connor (TV)
- 2005 : L'Île mystérieuse (Mysterious Island) de Russell Mulcahy (TV)
- 2007 : Des yeux dans la nuit (Claire) de Stephen Bridgewater (TV)
- 2009 : Amour rime avec toujours (Always and Forever) de Kevin Connor (TV)